# Nizozemská Wikipedie
Nizozemská Wikipedie (nizozemsky Nederlandstalige Wikipedia) je jazyková verze Wikipedie v nizozemštině. Byla založena 19. června 2001. V červnu 2024 obsahovala přes 2 160 000 článků a pracovalo pro ni 31 správců. Registrováno bylo přes 1 349 000 uživatelů, z nichž bylo přes 3 700 aktivních. V počtu článků je šestou největší jazykovou verzí Wikipedie po anglické, cebuánské, německé, francouzské a švédské verzi.
V roce 2012 provedli 70,2 % editací nizozemské Wikipedie uživatelé z Nizozemska, 25,6 % z Belgie a 1,1 % z Německa.
Nejvíce článků, respektive dotazů, z nizozemské Wikipedie je zobrazeno v Nizozemsku (69,1 %), v Belgii (20,3 %), USA (2,3 %) a Německu (1,3 %). Naopak na území Nizozemska uživatelé používají nejvíce anglickou verzi, ve které zadávají 55,5 % dotazů, dále nizozemskou (33,6 %) a německou (1,6 %). Uživatelé v Nizozemsku si během měsíce zobrazí asi 279 milionů dotazů, což představuje 1,9 % celkového počtu zobrazení v rámci celé Wikipedie. Nizozemská Wikipedie je nejpoužívanější verzí v sousední Belgii, kde do ní směřuje 33,7 % dotazů. Používaná je i v bývalé nizozemské kolonii Surinamu, kde má podíl 32,2 % dotazů a je zde nejrozšířenější po anglické verzi.
V roce 2019 bylo zobrazeno okolo 1,8 miliardy dotazů. Denní průměr byl 4 902 701 a měsíční 149 123 811 dotazů. Nejvíce dotazů bylo zobrazeno v lednu (163 874 308), nejméně v únoru (135 678 720). Nejvíce dotazů za den přišlo v sobotu 27. dubna (9 309 058), nejméně v sobotu 20. dubna (3 799 060).